# Cheick Keita (calciatore 2003)
Cheick Keita (Champigny-sur-Marne, 2 aprile 2003) è un calciatore francese, difensore del Charleroi e della nazionale Under-20 francese.

## Carriera

### Club
Cresciuto nel settore giovanile dello Stade Reims, debutta in prima squadra il 23 ottobre 2022, in occasione dell'incontro di Ligue 1 vinto per 2-1 contro l'Auxerre.
Nella stagione 2024-2025 ha messo a segno 3 reti in 23 presenze nella prima divisione belga con la maglia dello Charleroi.

### Nazionale
Il suo percorso nella nazionali giovanili inizia debuttando con l'Under-20. Il 10 maggio 2023 è stato incluso dal CT Landry Chauvin nella lista dei convocati per partecipare al Mondiale di categoria in Argentina.

## Statistiche

### Presenze e reti nei club
Statistiche aggiornate al 6 giugno 2023.
| Stagione             | Squadra              | Campionato           | Campionato | Campionato | Coppe nazionali | Coppe nazionali | Coppe nazionali | Coppe continentali | Coppe continentali | Coppe continentali | Altre coppe | Altre coppe | Altre coppe | Totale | Totale |
| Stagione             | Squadra              | Comp                 | Pres       | Reti       | Comp            | Pres            | Reti            | Comp               | Pres               | Reti               | Comp        | Pres        | Reti        | Pres   | Reti   |
| -------------------- | -------------------- | -------------------- | ---------- | ---------- | --------------- | --------------- | --------------- | ------------------ | ------------------ | ------------------ | ----------- | ----------- | ----------- | ------ | ------ |
| 2020-2021            | Stade Reims 2        | N2                   | 1          | 0          |                 | -               | -               |                    | -                  | -                  |             | -           | -           | 1      | 0      |
| 2021-2022            | Stade Reims 2        | N2                   | 1          | 0          |                 | -               | -               |                    | -                  | -                  |             | -           | -           | 1      | 0      |
| 2022-2023            | Stade Reims 2        | N2                   | 11         | 0          |                 | -               | -               |                    | -                  | -                  |             | -           | -           | 11     | 0      |
| Totale Stade Reims 2 | Totale Stade Reims 2 | Totale Stade Reims 2 | 13         | 0          |                 | -               | -               |                    | -                  | -                  |             | -           | -           | 13     | 0      |
| 2022-2023            | Stade Reims          | L1                   | 9          | 0          | CF              | 1               | 0               |                    | -                  | -                  |             | -           | -           | 10     | 0      |
| Totale carriera      | Totale carriera      | Totale carriera      | 22         | 0          |                 | 1               | 0               |                    | -                  | -                  |             | -           | -           | 23     | 0      |